# Mesochorus laboriosus
Mesochorus laboriosus är en stekelart som beskrevs av Dasch 1974. Mesochorus laboriosus ingår i släktet Mesochorus och familjen brokparasitsteklar. Inga underarter finns listade i Catalogue of Life.